# Gnamptonyx rufomixta
Gnamptonyx rufomixta är en fjärilsart som beskrevs av Paul Mabille 1890. Gnamptonyx rufomixta ingår i släktet Gnamptonyx och familjen nattflyn. Inga underarter finns listade i Catalogue of Life.